# Provinz Loayza
Loayza ist eine von zwanzig Provinzen des Departamento La Paz im südamerikanischen Anden-Staat Bolivien und liegt im südöstlichen Teil des Departamentos. Sie trägt ihren Namen zu Ehren des Generals und bolivianischen Vizepräsidenten José Ramón Loayza.

## Lage
Die Provinz liegt südöstlich des Titicacasees und umfasst die Region zwischen den Kordilleren der Serranía de Sicasica im Westen und der Kordillere Quimsa Cruz im Osten. Sie grenzt im Norden an die Provinz Sud Yungas und die Provinz Murillo, im Westen an die Provinz Aroma, im Süden an das Departamento Oruro, und im Osten an die Provinz Inquisivi.
Die Provinz erstreckt sich zwischen etwa 16° 35' und 17° 27' südlicher Breite und 67° 16' und 68° 00' westlicher Länge, sie misst von Norden nach Süden bis 90 Kilometer, von Westen nach Osten bis 65 Kilometer.

## Bevölkerung
Die Einwohnerzahl der Provinz Loayza ist in den vergangenen drei Jahrzehnten um fast zwei Drittel angestiegen:
| Jahr | Einwohner | Quelle       |
| ---- | --------- | ------------ |
| 1992 | 35 809    | Volkszählung |
| 2001 | 43 731    | Volkszählung |
| 2012 | 47 295    | Volkszählung |
| 2024 | 57 827    | Volkszählung |

Der Alphabetisierungsgrad in der Provinz beträgt 84,8 Prozent, und zwar 91,3 Prozent bei Männern und 78,1 Prozent bei Frauen.
Die Säuglingssterblichkeit ist mit 6,9 Prozent (1992) und 7,0 Prozent (2001) unverändert hoch.
76,9 Prozent der Bevölkerung sprechen Spanisch, 91,2 Prozent sprechen Aymara, und 0,3 Prozent Quechua. (2001)
76,8 Prozent der Bevölkerung haben keinen Zugang zu Elektrizität, 83,2 Prozent leben ohne sanitäre Einrichtung. (2001)
69,1 Prozent der Haushalte besitzen ein Radio, 10,2 Prozent einen Fernseher, 17,6 Prozent ein Fahrrad, 1,1 Prozent ein Motorrad, 2,5 Prozent einen PKW, 0,7 Prozent einen Kühlschrank, 0,3 Prozent ein Telefon. (2001)
76,7 Prozent der Einwohner sind katholisch, 17,0 Prozent sind evangelisch. (1992)

## Gliederung
Die Provinz Loayza gliederte sich bei der letzten Volkszählung von 2024 in die folgenden fünf Verwaltungsbezirke (bolivianisch: Municipios):
- 02-0901 Municipio Luribay – 10.581 Einwohner
- 02-0902 Municipio Sapahaqui – 16.420 Einwohner
- 02-0903 Municipio Yaco – 12.303 Einwohner
- 02-0904 Municipio Malla – 4.866 Einwohner
- 02-0905 Municipio Cairoma – 13.657 Einwohner

## Ortschaften in der Provinz Loayza
- Municipio Luribay
  - Anchallani 765 Einw. – Cachualla 629 Einw. – Luribay 603 Einw. – Anquioma Baja 447 Einw. – Anquioma Alta 403 Einw. – Collpani 358 Einw. – Porvenir 273 Einw. – Pucuma 225 Einw. – Cutty 214 Einw. – Poroma 125 Einw. – Colliri 124 Einw. – Taucarasi 58 Einw.

- Municipio Sapahaqui
  - Tacobamba 397 Einw. – Khola 354 Einw. – Maca Maca 332 Einw. – Caracato 202 Einw. – Sapahaqui 181 Einw. – Muruhuta 122 Einw.

- Municipio Yaco
  - Yaco 577 Einw. – Tablachaca 516 Einw. – Villa Puchuni 384 Einw. – Caxata 357 Einw. – Chucamarca 310 Einw. – Challoma Grande 308 Einw. – Llipi Llipi 240 Einw. – Umalaco 211 Einw.

- Municipio Malla
  - Malla 1438 Einw. – Atoroma 591 Einw. – Ñiquela 429 Einw. – Asiriri 371 Einw. – Quinturani 355 Einw. – Jachapampa 165 Einw. – Rodeo 147 Einw. – Soracachi 161 Einw. – Coque 124 Einw.

- Municipio Cairoma
  - Viloco 1656 Einw. – Collpani 595 Einw. – La Lloja 565 Einw. – Cairoma 562 Einw. – Machacamarca Baja 345 Einw. – Asiento Araca 327 Einw. – Saya 292 Einw. – Villa Pucarani 263 Einw. – Keraya 261 Einw. – Torre Pampa 240 Einw. – Tienda Pata 221 Einw. – Tirco 214 Einw. – Tucurpaya 213 Einw. – Cebada Pata 184 Einw. – Sumiraya 143 Einw.